# 아이가 커졌어요
《아이가 커졌어요》(Honey, I Blew Up The Kid)는 미국에서 제작된 랜달 크레이저 감독의 1992년 가족, 코미디, SF, 판타지 영화이다. 릭 모라니스 등이 주연으로 출연하였고 에드워드 S. 펠드먼 등이 제작에 참여하였다. 월트 디즈니 픽처스에 의해 개봉되었으며 1991년 촬영되었다.

## 출연

### 주연
- 릭 모라니스

### 조연
- 마샤 스트라스먼
- 로이드 브리지스
- 로버트 올리버리

## 기타
- 공동제작: 데니스 E. 존스
- 미술: 레슬리 딜리
- 특수효과: 토머스 G. 스미스
- 의상: 톰 브론슨
- 배역: 레니 루셀로트
- 공동기획: 데보라 브락

## 한국어 더빙 성우진(KBS, 1997년 2월 7일)
- 오세홍 - 웨인 스잘린스키 (릭 모라니스)
- 정경애 - 다이안 스잘린스키 (마샤 스트라스먼)
- 이향숙 - 닉 스잘린스키 (로버트 올리버리)
- 이선 - 아담 스잘린스키 (다니엘 샬리카/조슈아 샬리카)
- 최흘 - 클리포드 스털링 (로이드 브리지스)
- 김정미
- 이봉준 - 프레스턴 브룩스 (론 캐나다)
- 김창주
- 김수경 - 맨디 파크 (케리 러셀)
- 강구한 - 찰스 헨드릭스 박사 (존 셰아)
- 김익태 - 테렌스 휠러 (그레고리 시에라)
- 김태웅 - 에드 마이어슨 (마이클 밀호언)
- 박홍식
- 최덕희 - 에이미 스잘린스키 (에이미 오닐)

#### KBS판 스태프
- 녹음 - 애드윈
- 그래픽 - 조동은
- 편집감독 - 김동길
- 편집 - 심영보, 김준석
- 번역 - 정은주
- 연출 - 허이선
- 우리말제작 - KBS 영상사업단